# Vaclovas Šleinota
Vaclovas Šleinota (* 30. Juni 1951 in Kružiūnai, Rajongemeinde Alytus; † 2. Juli 2024) war ein litauischer Manager und Politiker.

## Leben
Nach dem Abitur an der Mittelschule Punia bei Alytus absolvierte Vaclovas Šleinota von 1969 bis 1974 ein Diplomstudium der Wirtschaft an der Vilniaus universitetas. Von 1974 bis 1977 arbeitete er in der Fabrik Panevėžys. Von 1990 bis 1991 war er Stellvertreter des Industrieministers Litauens. Von 1991 bis 1992 amtierte er als Vizeminister der Wirtschaft und von 1992 bis 1993 als Stellvertreter des Ministers der Industrie und des Handels. Ab 1994 leitete er die Fabrik AB „Vilniaus vingis“. Ab 2001 war er Vorstandsmitglied von Lietuvos bankas.
Vaclovas Šleinota war Vizepräsident von Lietuvos pramonininkų konfederacija.